# Sjaak Hullekes

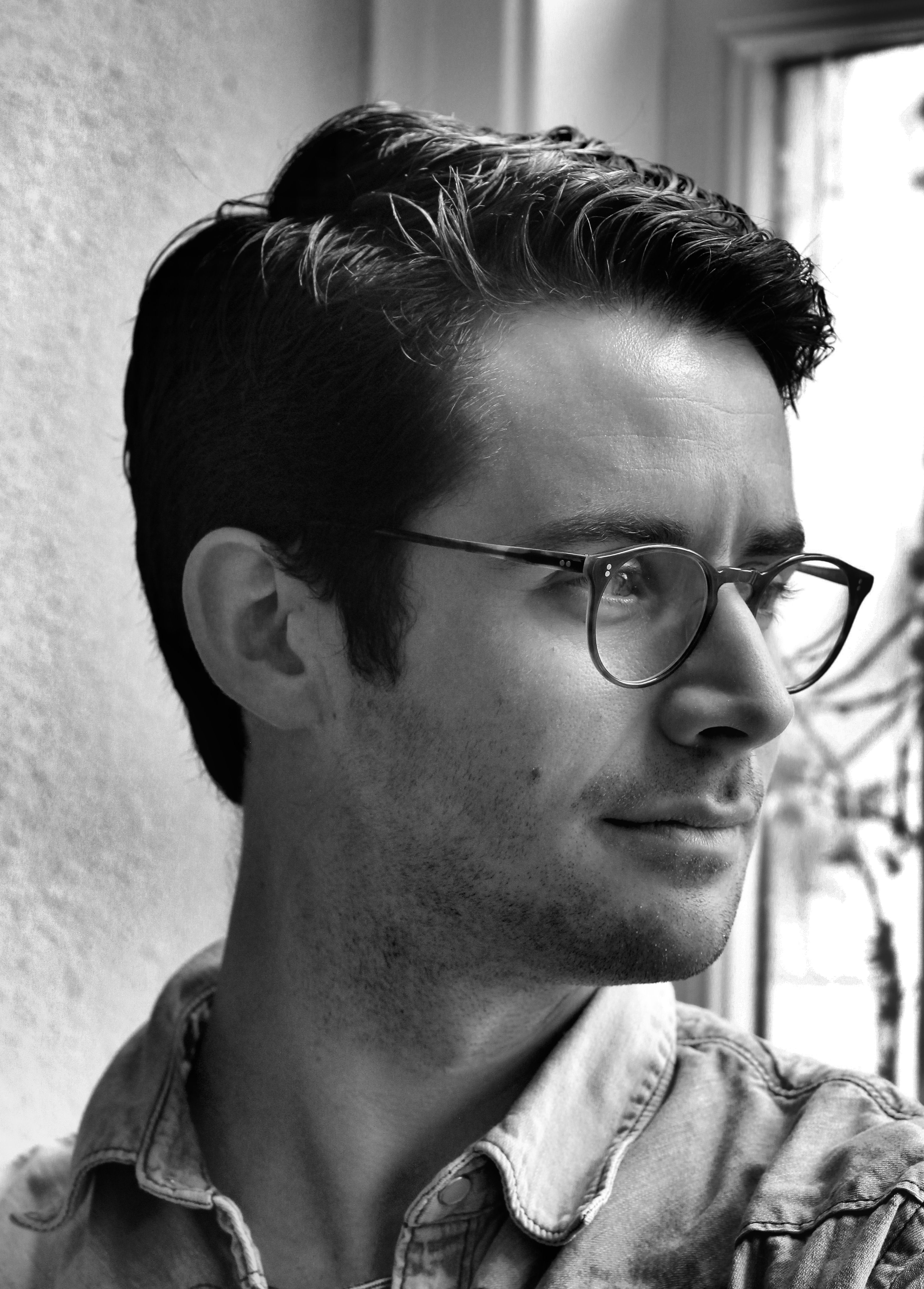
Sjaak Hullekes

Sjaak Hullekes (Zierikzee, 8 oktober 1981) is een Nederlands modeontwerper. Hij studeerde in 2005 af aan de modeacademie ArtEZ te Arnhem met zijn herencollectie. Hij werkte voor onder meer Alexander van Slobbe, Christophe Molet, Tommy Hilfiger, State-of-art en prêt-à-porter. In 2009 won hij de Dutch Fashion Award en in 2012 opende hij de Amsterdam Fashion Week.

## Bedrijf
Kort na zijn afstuderen begon hij samen met Sebastiaan Kramer aan de opbouw van het label Sjaak Hullekes. In januari 2007 werd de eerste collectie aan het publiek getoond tijdens de Amsterdam Fashion Week. In 2008 ging het merk voor het eerst naar de internationale modebeurzen in Milaan en Parijs. In september 2012 kwam Hullekes met een ondergoed-collectie, Sensitives. Voor de campagne, geschoten door fotograaf Robin de Puy, stond de ontwerper zelf model. Het Nederlands Openluchtmuseum kwam in 2012 met de door Sjaak Hullekes ontworpen bedrijfskleding.

## Dutch Fashion Award
In november 2009 ontving hij de Mercedes-Benz Dutch Fashion Award uit handen van een internationale jury. In de jury hadden plaats Beppe Angiolini (Camera Italia dei Buyer della moda), Wilbert Das (Diesel), Valentina Maggi (Floriane de Saint Pierre & Associes), Jean-Jacques Picart (mode-consulent), Marc Gysemans (producent Gysemans clothing) en Mauro Galligari (Studio Zeta).

## Amsterdam International Fashion Week
In het begin van 2012 was het aan Sjaak Hullekes om samen met Bas Kosters de Amsterdam Fashion Week te openen. Een paar maanden later lanceert het merk zijn eerste parfum. Het in gelimiteerde oplage geproduceerde parfum ontwikkelde de ontwerper tezamen met de Parijse parfumeur Barnabé Fillion en forecaster Borre Akkersdijk. Het parfum 64 werd vernoemd naar het aantal antieke flesjes waarin het werd vervaardigd.

## Winkels
In april 2011 opende de burgemeester van Arnhem, Pauline Krikke, de eerste Sjaak Hullekes winkel. Vanaf november 2012 was er ook een winkel in Den Haag. Beide winkels werden eind 2013 gesloten, later ook het label Sjaak Hullekes. Door middel van een pop-up winkel in de zomer van 2018 maakte de ontwerper een herstart met zijn nieuwe kledinglijn Hul le Kes.